# Бондар, Роберта
Робе́рта Линн Бо́ндар (англ. Roberta Lynn Bondar; род. 4 декабря 1945, Су-Сент-Мари, Онтарио, Канада) — первая канадская женщина-астронавт и первый врач-невролог, побывавший в космосе.

## Биография
Родилась 4 декабря 1945 года в городке Су-Сент-Мари в Онтарио. Отец, Эдвард Бондар (Edward Bondar) — украинского происхождения, работал менеджером в Комиссии по регулированию коммунальных компаний Су-Сент-Мари (Sault Ste. Marie PUC). Мать, Милдред (Mildred) — английского происхождения,  преподавала бизнес и коммерцию. У Роберты есть старшая сестра Барбара (Barbara).
Родители поощряли участие дочерей в мероприятиях различных молодёжных организаций: «гёрл гайдз», YMCA, Англиканской церкви, а также спортивных и научных мероприятиях.
В 1968 году получила степень бакалавра наук в области зоологии и сельского хозяйства в Гуэлфском университете, в 1971 году — степень магистра наук в области экспериментальной патологии в Университете Западного Онтарио, в 1974 году — докторскую степень (PhD) по нейробиологии в Университете Торонто. В 1977 году получила степень доктора медицины (MD) в Макмастерском университете. В 1981 году принята членом по неврологии в Королевский колледж врачей и хирургов Канады.
После окончания пятилетней послевузовской работы врачом, в 1982—1984 работала доцентом в Макмастерском университете. Занималась исследованиями в области неврологии.
В декабре 1983 года выбрана из более чем 4000 претендентов одним из шести членом первой канадской программы астронавтов.
Совершила один космический полёт — STS-42 на шаттле «Дискавери» (OV-103) 22 января 1992 года. Полёт продолжался более 8 дней. В экипаже играла роль специалиста по полезной нагрузке. Во время полёта провела более сорока новаторских экспериментов в Международной лаборатории микрогравитации (IML-1), совершившей свой первый полёт, в герметичном модуле «Спейслэб» в отсеке полезной нагрузки, изучала влияние микрогравитации на нервную систему человека, на движение глаз и функции ушей. Изучала изменения в системе равновесия, удлинение позвоночника и связанных с этим боли в спине во время низкой гравитации, а также последствия влияния космического полета на космонавтов. На шестой день полёта миссия была продлена на сутки для продолжения научных экспериментов. Роберте Бондар также было поручено фотографировать Землю во время полёта. Стала вторым канадским астронавтом (после Марка Гарно), первой канадской женщиной-астронавтом и первым неврологом, побывавшим в космосе.
Статистика
| # | Стартовый корабль | Старт, UTC        | Экспедиция | Корабль посадки  | Посадка, UTC      | Налёт                    | Выходы в открытый космос | Время в открытом космосе |
| - | ----------------- | ----------------- | ---------- | ---------------- | ----------------- | ------------------------ | ------------------------ | ------------------------ |
| 1 | Дискавери STS-42  | 22.01.1992, 14:52 | STS-42     | Дискавери STS-42 | 30.01.1992, 16:07 | 08 суток 01 час 14 минут | 0                        | 0                        |
|   |                   |                   |            |                  |                   | 08 суток 01 час 14 минут | 0                        | 0                        |

После космического полёта покинула Канадское космическое агентство.
Вернулась к исследованиям. Изучает воздействие низкой гравитации, невесомости и длительного космического полёта на организм человека, в частности на кровоснабжение головного мозга.
Занимается фотографией. Провела несколько выставок своих фотографий и опубликовала несколько книг своих фотографий, в том числе Passionate vision: Discovering Canada's national parks (Douglas & McIntyre, 2000).
Автор нескольких книг, среди которых «Прикосновение к Земле» (Touching the Earth, Key Porter Books, 1994). В книге она поделилась опытом пребывания в космосе и фотографиями, сделанными во время полёта.
В 2003—2009 годах была ректором Университета Трента.
В 2007 году правительство под руководством премьер-министра Онтарио Далтона Макгинти назначило Роберту Бондар руководителем рабочей группы, которая изучила экологическое образование в начальных и средних школах провинции Онтарио. Рабочая группа выработала список из 32 рекомендаций. Министр образования Кейтлин Винн приняла и выполнила все из них.
В июле 2009 года основала некоммерческую благотворительную организацию The Roberta Bondar Foundation, которая занимается защитой окружающей среды.

## Награды и признание
- 1985 — Почётный пожизненный член Канадской федерации женщин с университетским образованием[англ.] (CFUW)[1]
- 1985 — Премия имени Кейси Болдуина (F.W. (Casey) Baldwin Award) Канадского института авиации и космонавтики[англ.] (CASI)[1]
- 1992 — Премия имени Страголда (Strughold Award) Ассоциации аэрокосмической медицины[англ.] (AsMA)[1]
- 1992 — Медаль «За космический полёт» НАСА[1]
- 1993 — Орден Онтарио[англ.][1]
- 1998 — включена в Канадский зал медицинской славы[англ.] (CMHF)[1]
- 1999 — принята в Королевское общество Канады[1]
- 2011 — включена в Аллею славы Канады[1]
- 2018 — Компаньон ордена Канады[1]

Получила 28 почётных докторских степеней.

## Увлечения
Активный спорт, пилотирование самолёта, фотография, подводное плавание.